# Droga wojewódzka nr 631
Droga wojewódzka nr 631 (DW631) – droga wojewódzka w województwie mazowieckim. Łączy Warszawę, przecinając jej ścisłe śródmieście, z Nowym Dworem Mazowieckim.
19 września 2019 roku na terenie Warszawy skrócono jej przebieg i od tego dnia biegnie tylko do Trasy Siekierkowskiej – kończy się w okolicach Ronda Ignacego Mościckiego. Ul. Płowiecka, Grochowska i dalsze stały się drogami powiatowymi.

## Miejscowości leżące przy trasie DW631
- Warszawa
- Ząbki
- Zielonka
- Marki
- Nieporęt
- Zegrze Południowe
- Wieliszew
- Kałuszyn
- Janówek Pierwszy
- Góra
- Nowy Dwór Mazowiecki

Na terenie Warszawy DW631 przebiega ulicami: Aleją Krakowską, Grójecką, Alejami Jerozolimskimi, mostem Poniatowskiego, Aleją Poniatowskiego, Aleją Waszyngtona, Grochowską, Marsa, Żołnierską.